# Неготин (община)
Неготин (серб. Неготин) — община в Сербии, входит в Борский округ.
Население общины составляет 40 764 человека (2007 год), плотность населения составляет 37 чел./км². Занимаемая площадь — 1093 км², из них 64,4 % используется в промышленных целях.
Административный центр общины — город Неготин. Община Неготин состоит из 39 населённых пунктов, средняя площадь населённого пункта — 28,0 км².

## Статистика населения общины
| Год  | Население, чел. |
| ---- | --------------- |
| 1991 | 46 514          |
| 2001 | 43 615          |
| 2002 | 43 349          |
| 2003 | 42 958          |
| 2004 | 42 526          |
| 2005 | 41 995          |
| 2006 | 41 380          |
| 2007 | 40 764          |